# Macchina di Boirault
La macchina di Boirault (in francese: Appareil Boirault), era uno dei primi veicoli da guerra multiterreno, progettato nel 1914 e costruito all'inizio del 1915. È stato considerato "un interessante antenato del carro armato", e descritto come un "carro armato scheletrato a forma di rombo senza armatura, con un unico binario aereo". Alla fine del progetto, la macchina è stata considerata poco pratica e soprannominata Diplodocus militaris. Ha preceduto di sei mesi la progettazione e lo sviluppo del carro armato inglese Little Willie.

## Scenario
L'immobilità della guerra di trincea che ha caratterizzato la prima guerra mondiale, ha portato alla necessità di un motore militare potente e blindato che fosse allo stesso tempo protetto dal fuoco nemico e potesse muoversi sul terreno estremamente irregolare dei campi di battaglia.
Già il 24 agosto 1914, il colonnello francese Jean Baptiste Eugène Estienne espresse la visione di un veicolo blindato che superasse ogni ostacolo del terreno:

## Sviluppo

### Prima macchina di Boirault

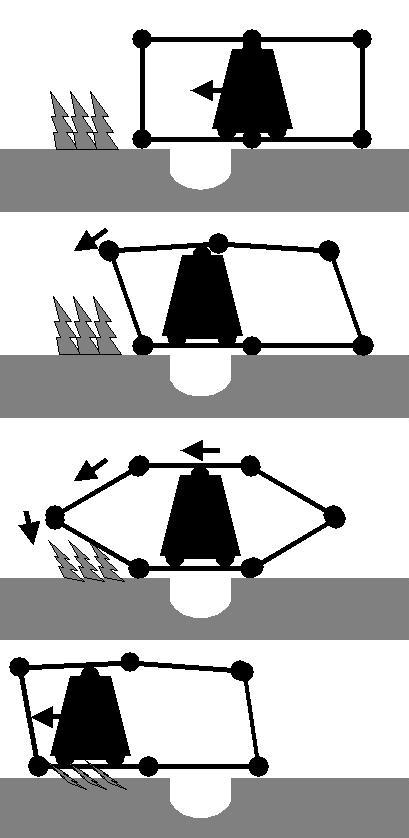
Avanzamento schematico di una macchina di Boirault su una buca nel terreno e su una barriera di filo spinato.

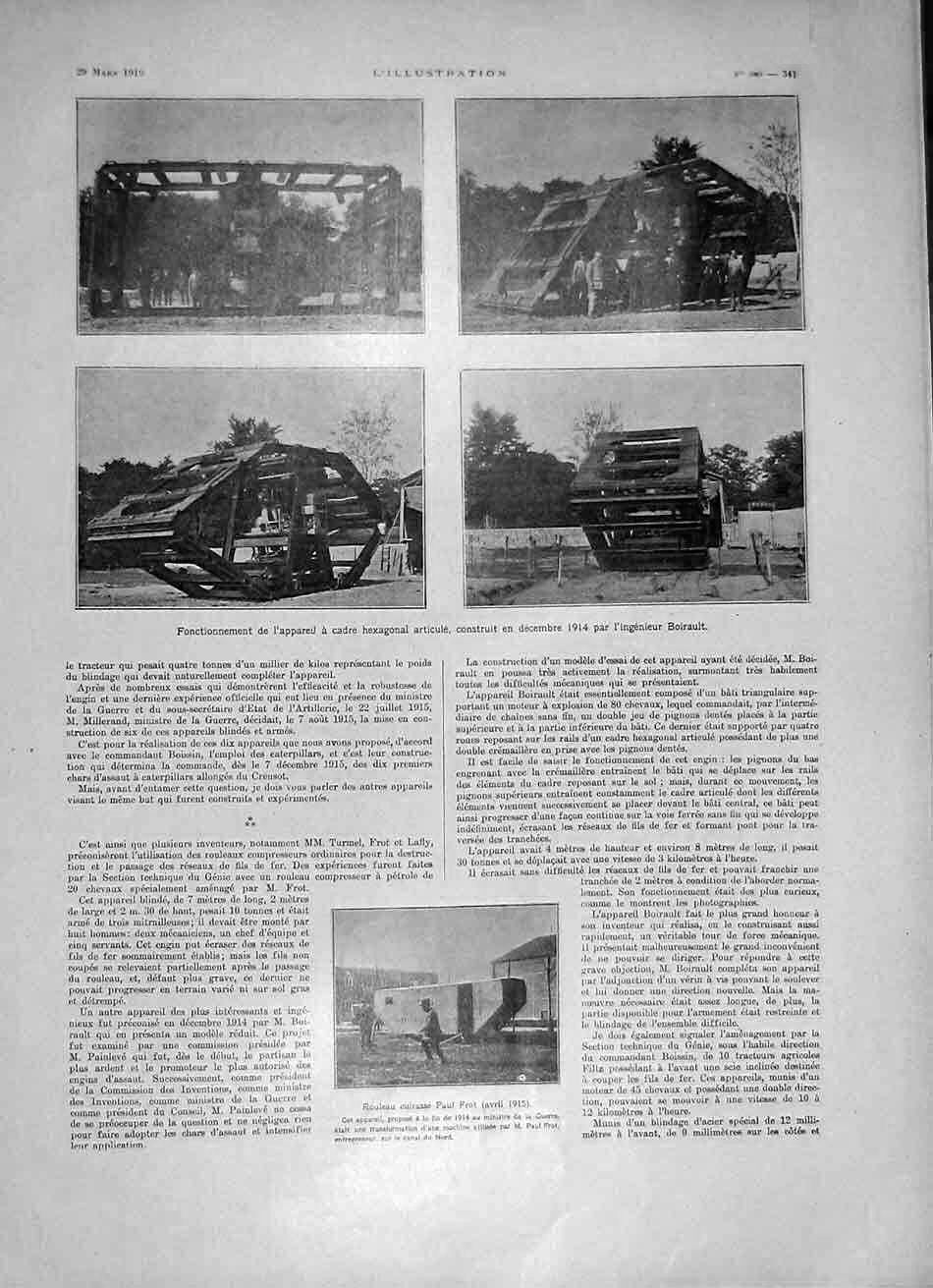
La prima macchina di Boirault su L'Illustration del 1919. In fondo alla pagina si trova una foto del Frot-Laffly.

Uno dei primi tentativi fu fatto in Francia con la macchina di Boirault, sviluppata nel 1914 dall'ingegnere francese Louis Boirault, proposta al Ministero della Guerra francese nel dicembre 1914 e ordinato per la costruzione il 3 gennaio 1915. Il 19 gennaio è stata costituita una commissione, presieduta dal sottosegretario di Stato alle invenzioni Paul Painlevé, per valutare il progetto.
L'obiettivo della macchina era appiattire le difese di filo spinato e scavalcare le buche in un campo di battaglia. La macchina era costituita da enormi binari paralleli, formati da sei telai metallici 4x3 metri, ciascuno con quattro travi trasversali, in modo da poter essere descritto anche come un unico binario che copriva l'intera larghezza del veicolo, ruotando attorno ad un centro motorizzato triangolare, e guidato tramite catene e aste da un motore a benzina a 80 cv.
Questo dispositivo si è rivelato però troppo fragile e lento, nonché incapace di cambiare facilmente direzione, come indicato da un rapporto del 17 maggio. Il progetto fu ufficialmente abbandonato il 10 giugno 1915. Su insistenza dell'inventore, furono apportate modifiche, fu costituita una nuova commissione e nuove prove organizzate il 4 novembre 1915, a beneficio degli ingegneri militari. La macchina, caricata con nove tonnellate di zavorra, ha appiattito con successo un ostacolo di filo spinato largo otto metri, ha superato una buca circolare dal diametro di cinque metri e ha attraversato una trincea larga due metri, raggiungendo una velocità di 1,6 km/h. Un secondo test il 13 novembre ha dimostrato come fosse ancora estremamente difficile cambiare direzione. L'intero gruppo doveva essere sollevato da un martinetto principale, dopodiché poteva essere ruotato per un massimo di 45° manualmente dall'esterno o da un sistema di martinetti più piccoli dall'interno della macchina. Anche in questo caso il progetto è stato respinto, a causa della sua visibilità, rumorosità, vulnerabilità, bassa velocità e mancanza di manovrabilità. Lo storico militare, tenente colonnello André Duvignac, ha concluso che coloro che l'avevano battezzato Diplodocus militaris (dal nome di un gigantesco dinosauro sauropode, ben noto all'epoca) "non erano solo poveri umoristi, ma anche buoni giudici".

### Seconda macchina di Boirault
Conseguentemente, è stato sviluppato un nuovo modello, più compatto e leggero, con blindatura di motore e abitacolo. Era composto da sei piastre metalliche che ruotavano attorno al telaio centrale e aveva un certo livello di controllo dello sterzo, consentendo un raggio di sterzata di 100 metri. La velocità tuttavia era estremamente bassa, a 1km/h. Il nuovo modello fu provato dall'Artiglieria il 17 agosto 1916 a Souain-Perthes-lès-Hurlus, fino al completo abbandono del progetto.
Il generale Henri Gouraud ha commentato le prestazioni della macchina il 20 agosto 1916, spiegando che ha funzionato per 1.500 metri su terreno pianeggiante, a circa 1km/h. Riuscì ad attraversare una ferrovia, appiattire un filo spinato e attraversare due trincee larghe 1,5 e 1,8 metri e una buca di due metri di diametro.
Il generale Gouraud ha commentato la grande forza della macchina, ma anche la sua scarsa capacità di governare correttamente se stessa:

## Conseguenze
Il progetto fu poi effettivamente abbandonato, poiché si stavano sviluppando veri e propri carri armati. Pochi mesi prima, nell'ottobre 1914, il produttore francese di armi Schneider & Co. aveva già inviato il suo capo progettista, Eugène Brillié, per indagare sui trattori cingolati della compagnia americana Holt, che in quel momento partecipava a un programma di test in Inghilterra. Questo programma Schneider è stato approvato dal Ministero della Guerra francese, unendolo al piano Estienne, originando una commissione, il 25 febbraio 1916, per la produzione di quattrocento Schneider CA1, il primo carro armato francese a vedere il campo di battaglia.